# 连钱黄芩
连钱黄芩（学名：Scutellaria guilielmii）为唇形科黄芩属下的一个种。

## 扩展阅读
- 維基物種上的相關：连钱黄芩